# تونی هیبرت
انتونی جیمز «تونی» هیبرت (انگلیسی: Anthony James "Tony" Hibbert؛ زادهٔ ۲۰ فوریهٔ ۱۹۸۱) بازیکن فوتبال سابق اهل بریتانیا است.
هیبرت همه دوران فوتبالی‌اش را در اورتون گذراند.

## افتخارات

### باشگاهی
اورتون
- جام حذفی فوتبال انگلستان نایب قهرمان: ۰۹–۲۰۰۸